# Георге, Гёц
Гёц Георге (нем. Götz George; 23 июля 1938, Берлин — 19 июня 2016, Гамбург) — немецкий актёр. Сын актёра Генриха Георге и актрисы Берты Древс. Известен прежде всего по роли комиссара уголовной полиции Дуйсбурга Хорста Шимански в телесериале «Место преступления».

## Биография
Выходец из актёрской семьи, Гёц получил имя в честь Гёца фон Берлихингена, любимой роли Генриха Георге. После смерти отца в специальном лагере № 7 НКВД в Заксенхаузене Гёц вместе со старшим братом Яном (род. 1931) воспитывался матерью в Берлине. Старший брат Ян стал фотографом и режиссёром документального кино и рекламы, а Гёц решил стать актёром. Дебют Гёца Георге состоялся в берлинском театре имени Хеббеля в 1950 году в постановке Уильяма Сарояна '
«В горах моё сердце». Часто играл в театральных постановках вместе с матерью. В 1955—1958 годах учился в студии по подготовке молодых кадров при UFA на курсе Эльзы Бонгерс. Первая главная кинороль — в фильме «Старая лодка и молодая любовь» (1957). По совету матери в 1958—1963 годах отправился в Гёттинген, где служил в Немецком театре под руководством Хайнца Гильперта. После смерти режиссёра больше никогда не работал в театрах на постоянной основе.
После многочисленных небольших киноролей в 1950-е годы новый этап в актёрской карьере начался с фильмом «Жаклин» (1959), за роль в котором Гёц Георге был награждён Немецкой кинопремией. В 1961 году он получил статуэтку «Бэмби» как самый популярный актёр. В 1970-е годы вновь много работал в театре и на телевидении. В 1980-е годы новая волна успеха пришла к Гёцу Георге с телесериалом «Место преступления», в котором в 1981—1991 годах он исполнил роль комиссара Хорста Шимански.
В 1990-е годы Гёц Георге продолжил успешно работать в кино, что принесло ему многочисленные награды. В 1966—1976 годах он был женат на актрисе Лони фон Фридль, с которой у них есть дочь.
За свою творческую карьеру Гёц Георге удостоился многочисленных наград, в том числе кубка Вольпи, премии Гримме, премии «Бэмби», Баварского телеприза и премии «Роми».

## Фильмография

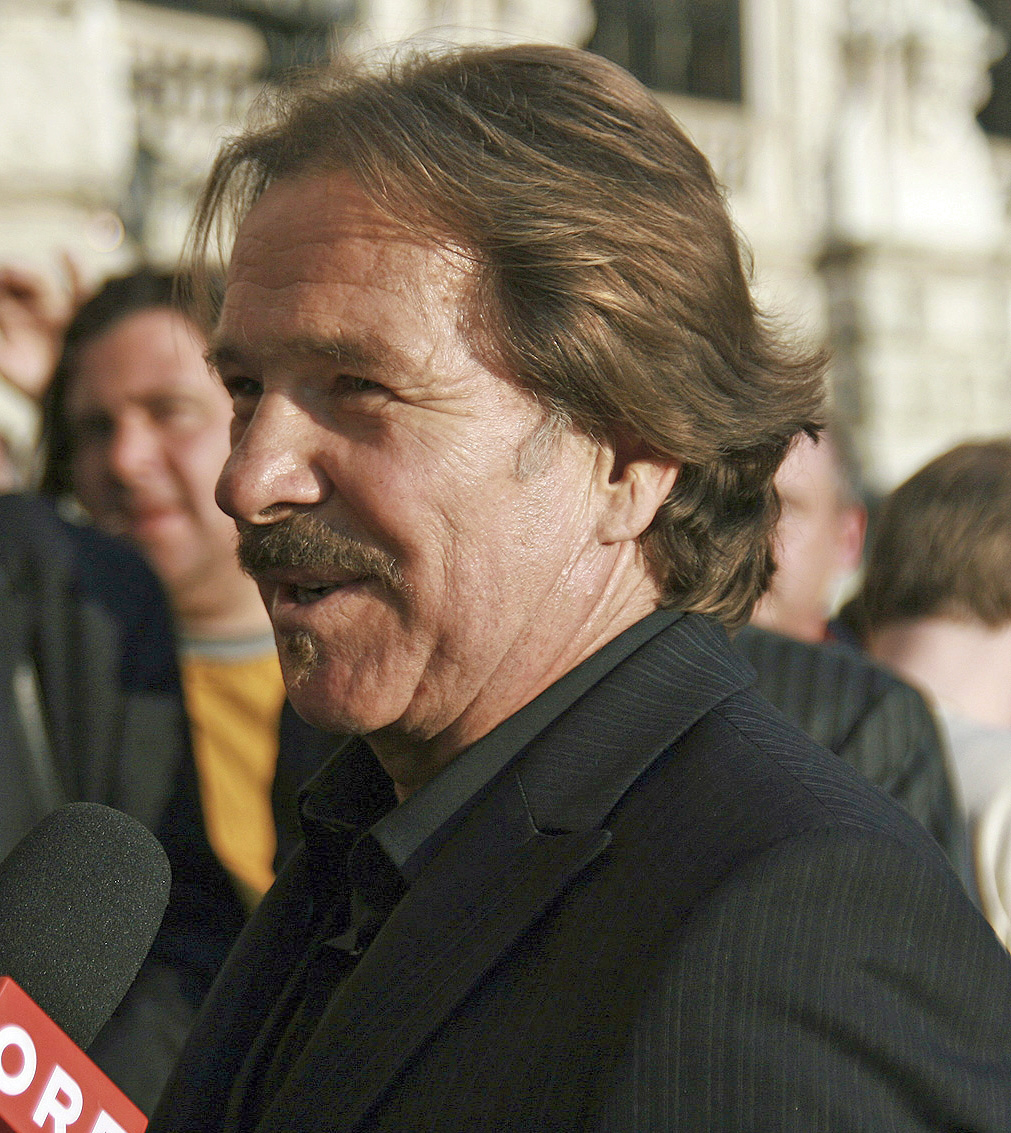
Гёц Георге на вручении премии «Роми». 2009

### Кино
- 1953: Когда цветёт белая сирень — Wenn der weiße Flieder wieder blüht
- 1953: Ihre große Prüfung
- 1957: Старая лодка и молодая любовь — Alter Kahn und junge Liebe
- 1958: Solange das Herz
- 1959: Жаклин — Jacqueline
- 1960: Kirmes
- 1960: Die Fastnachtsbeichte
- 1961: Der Teufel spielte Balalaika
- 1961: Ihr schönster Tag
- 1961: Mörderspiel
- 1961: Unser Haus in Kamerun
- 1962: Der Schatz im Silbersee
- 1962: Das Mädchen und der Staatsanwalt
- 1962: Nur tote Zeugen schweigen
- 1963: Liebe will gelernt sein
- 1963: Mensch und Bestie
- 1964: Herrenpartie
- 1964: Wartezimmer zum Jenseits
- 1964: Unter Geiern
- 1965: Ferien mit Piroschka
- 1965: Sie nannten ihn Gringo
- 1966: Виннету и полукровка Апаначи — Winnetou und das Halbblut Apanatschi
- 1968: Ich spreng’ Euch alle in die Luft — Inspektor Blomfields Fall Nr. 1
- 1968: Der Todeskuss des Dr. Fu Man Chu
- 1968: Himmelfahrtskommando El Alamein
- 1970: Ostwind (Le vent d’est)
- 1976: Die Diamanten des Präsidenten (The Pawn)
- 1977: Aus einem deutschen Leben
- 1980: Der König und sein Narr
- 1984: Abwärts
- 1985: Zahn um Zahn
- 1987: Zabou
- 1988: Die Katze
- 1989: Der Bruch
- 1989: Blauäugig
- 1992: Schtonk!
- 1993: Ich und Christine
- 1993: Крутое пике — Die Sturzflieger
- 1995: Убийца — Der Totmacher
- 1997: Rossini — oder die mörderische Frage, wer mit wem schlief
- 1998: Das Trio
- 1998: Solo für Klarinette
- 1999: Nichts als die Wahrheit
- 2001: Виктор Фогель — король рекламы — Viktor Vogel — Commercial Man
- 2003: Mein Vater
- 2003: Gott ist tot
- 2005: Maria an Callas
- 2006: Der Novembermann
- 2009: Mein Kampf
- 2012: Zettl

### Телевидение
- 1957: Kolportage
- 1965: Alle meine Söhne
- 1967: Schlehmihls wundersame Geschichte
- 1968: Match
- 1969: Ein Jahr ohne Sonntag
- 1969: Spion unter der Haube
- 1970: 11 Uhr 20
- 1970: Der Kommissar
- 1971: Tatort
- 1971: Diamantendetektiv Dick Donald
- 1972: Der Kommissar
- 1972: Der Illegale
- 1972: Tatort
- 1972: Kesselflickers Hochzeit
- 1973: Die Gräfin von Rathenow
- 1973: Der Kommissar
- 1973: Zwischen den Flügen
- 1974: Mandragola
- 1976: Café Hungaria
- 1976: Tatort — Transit ins Jenseits
- 1977: Vermutungen über Franz Bieberkopf
- 1978: Деррик — Derrick
- 1978: Der Alte
- 1979: Der Alte
- 1981: Überfall in Glasgow
- 1981: Die Sonnenpferde (Les chevaux du soleil)
- 1981: Место преступления — Tatort
- 1981: Der König und sein Narr
- 1981: Место преступления — Tatort
- 1982: Место преступления — Tatort
- 1982: Der Regenmacher
- 1982: Место преступления — Tatort
- 1982: Место преступления — Tatort
- 1983: Место преступления — Tatort
- 1983: Das schöne Ende dieser Welt
- 1984: Место преступления — Tatort
- 1984: Место преступления — Tatort
- 1984: Abgehört
- 1984: Место преступления — Tatort
- 1985: Место преступления — Tatort
- 1985: Место преступления — Tatort
- 1985: Место преступления — Tatort: Zahn um Zahn
- 1986: Место преступления — Tatort
- 1986: Место преступления — Tatort
- 1986: Место преступления — Tatort
- 1987: Место преступления — Tatort: Zabou
- 1987: Место преступления — Tatort
- 1988: Место преступления — Tatort: Сломанные цветы
- 1988: Место преступления — Tatort
- 1988: Место преступления — Tatort
- 1989: Место преступления — Tatort
- 1989: Место преступления — Tatort
- 1989: Spielen willst du ja alles. Götz George — rastlos im Einsatz
- 1989: Место преступления — Tatort
- 1989: Schulz & Schulz
- 1990: Baldur Blauzahn
- 1990: Место преступления — Tatort
- 1990: Место преступления — Tatort
- 1990: Unter Brüdern
- 1991: Schulz & Schulz II
- 1991: Место преступления — Tatort
- 1991: Место преступления — Tatort
- 1991: Место преступления — Tatort
- 1992: Schulz & Schulz III
- 1992: Schulz & Schulz IV
- 1993: Morlock I — Kinderkram
- 1993: Morlock II — Die Verflechtung
- 1993: Morlock III — König Midas
- 1993: Schulz & Schulz V
- 1994: Morlock IV — Der Tunnel
- 1995: Das Schwein — Eine deutsche Karriere
- 1995: Der König von Dulsberg
- 1995: Der Sandmann
- 1995: Der Mann auf der Bettkante
- 1996: Tote sterben niemals aus
- 1996: Tor des Feuers
- 1997: Шимански — Schimanski
- 1997: Шимански — Schimanski
- 1997: Шимански — Schimanski
- 1998: Шимански — Schimanski
- 1998: Шимански — Schimanski
- 1998: Шимански — Schimanski
- 1998: Die Bubi-Scholz-Story
- 1999: Die Entführung
- 1999: Racheengel — Die Stimme aus dem Dunkeln
- 2000: Die Spur meiner Tochter
- 2000: Шимански — Schimanski
- 2001: Bargeld lacht
- 2001: Шимански — Schimanski
- 2001: Liebe. Macht. Blind.
- 2001: Tödliche Liebe
- 2002: Mein Vater
- 2002: Liebe ist die halbe Miete
- 2002: Шимански — Schimanski
- 2002: Der Anwalt und sein Gast
- 2003: Verliebte Diebe
- 2003: Geheimnisvolle Freundinnen
- 2003: Familienkreise
- 2003: Alpenglühen
- 2003: Blatt und Blüte — Die Erbschaft
- 2004: René Deltgen
- 2004: Schimanski
- 2004: Нет неба над Африкой — Kein Himmel über Afrika
- 2005: Einmal so wie ich will
- 2005: Liebe versetzt Berge
- 2005: Шимански — Schimanski
- 2005: Коварство и любовь — Kabale und Liebe
- 2006: Commissario Laurenti
- 2006: Шквал — Die Sturmflut
- 2006: Als der Fremde kam
- 2007: Die Katze
- 2007: Шимански — Schimanski
- 2007: Meine fremde Tochter
- 2007: Der Novembermann
- 2008: Schokolade für den Chef
- 2008: Шимански — Schimanski
- 2010: Zivilcourage
- 2010: Lüg weiter, Liebling
- 2011: Шимански — Schimanski
- 2011: Papa allein zu Haus
- 2011: Nacht ohne Morgen
- 2011: Nachtschicht — Reise in den Tod